# Elegantometallyra juheli
Elegantometallyra juheli är en skalbaggsart som beskrevs av Karl Adlbauer 2004. Elegantometallyra juheli ingår i släktet Elegantometallyra och familjen långhorningar. Inga underarter finns listade i Catalogue of Life.